# Đền de Chavornay
Ngôi đền Chavornay, hay còn gọi là  Nhà thờ Saint-Maurice hoặc Saint-Marcel, là một đền thờ Cải cách Kháng nghị nằm ở thị trấn của Vaud trong Chavornay ở Thụy Sĩ.
Từ thế kỷ mười hai, ngôi đền được xây dựng lại và sửa đổi nhiều lần. Các bộ phận lâu đời nhất vẫn còn tồn tại từ 1400. Từ thế kỷ 15, gian giữa được bao phủ bởi một trần gỗ cong gợi lại các vòm của bầu trời và được sử dụng để che giấu các khung xây dựng. Trong thế kỷ tiếp theo, nhà thờ được chia thành ba gian dọc bởi một hàng cột đôi và cửa sổ theo phong cách gothic của trái tim được mở rộng. Bên dưới cửa sổ này, cùng lúc đó, một bảng hiệp thông được tạo ra từ một phiến từ phông chữ rửa tội cũ.
Ngôi đền nằm trên một ngọn đồi nhìn xuống ngôi làng được liệt kê là tài sản văn hóa của Thụy Sĩ có tầm quan trọng quốc gia. Phương thuốc được đặt bên cạnh nhà thờ là trụ sở của giáo xứ, được gọi là giáo xứ Chavornay và cũng bao gồm các đô thị của Bavaria, Essert-Pittet và Corcelles-sur-Chavornay.